# Gullflocka
Gullflocka (Sanicula epipactis) är en växtart i släktet sårläkor och familjen flockblommiga växter. Arten beskrevs av Giovanni Antonio Scopoli och fick sitt nu gällande namn av Ernst Hans Ludwig Krause. Vissa taxonomer för gullflockan till det egna släktet gullflockor, Hacquetia.

## Beskrivning
Gullflockan har ett tuvande växtsätt och har djupt handflikiga, mörkgröna blad. Den får tidigt på våren täta flockar med små guldgula blommor. Den trivs bäst i fuktig, tung jord och i skugga.

## Utbredning
Gullflockan härstammar från Centraleuropa, från östra Alperna till nordvästra Balkan och norra Karpaterna till södra Polen. Den odlas även som prydnadsväxt i andra delar av världen, och kan som sådan tillfälligt påträffas i Sverige, där den dock inte är reproducerande.